# Rugby Union in Australien

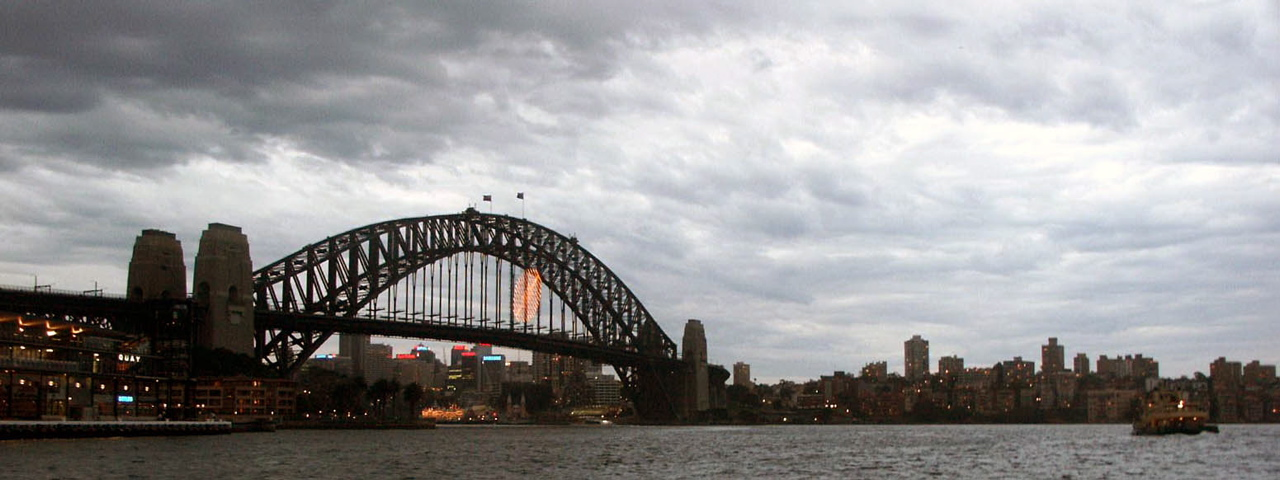
Der Hafen von Sydney während der WM 2003

Rugby Union ist eine beliebte Sportart in Australien. Der verantwortliche Verband ist Rugby Australia.
Es gibt fünf australische Mannschaften, die am internationalen Super-Rugby-Turnier gegen neuseeländische und südafrikanische Teams antreten. Dies sind die Brumbies aus dem Australian Capital Territory, die Reds aus Queensland, die Waratahs aus New South Wales, die Western Force aus Western Australia und die Melbourne Rebels aus Victoria.
Die Nationalmannschaft wird Wallabies genannt und hat zweimal den Titel bei den Weltmeisterschaften gewonnen.

## Geschichte

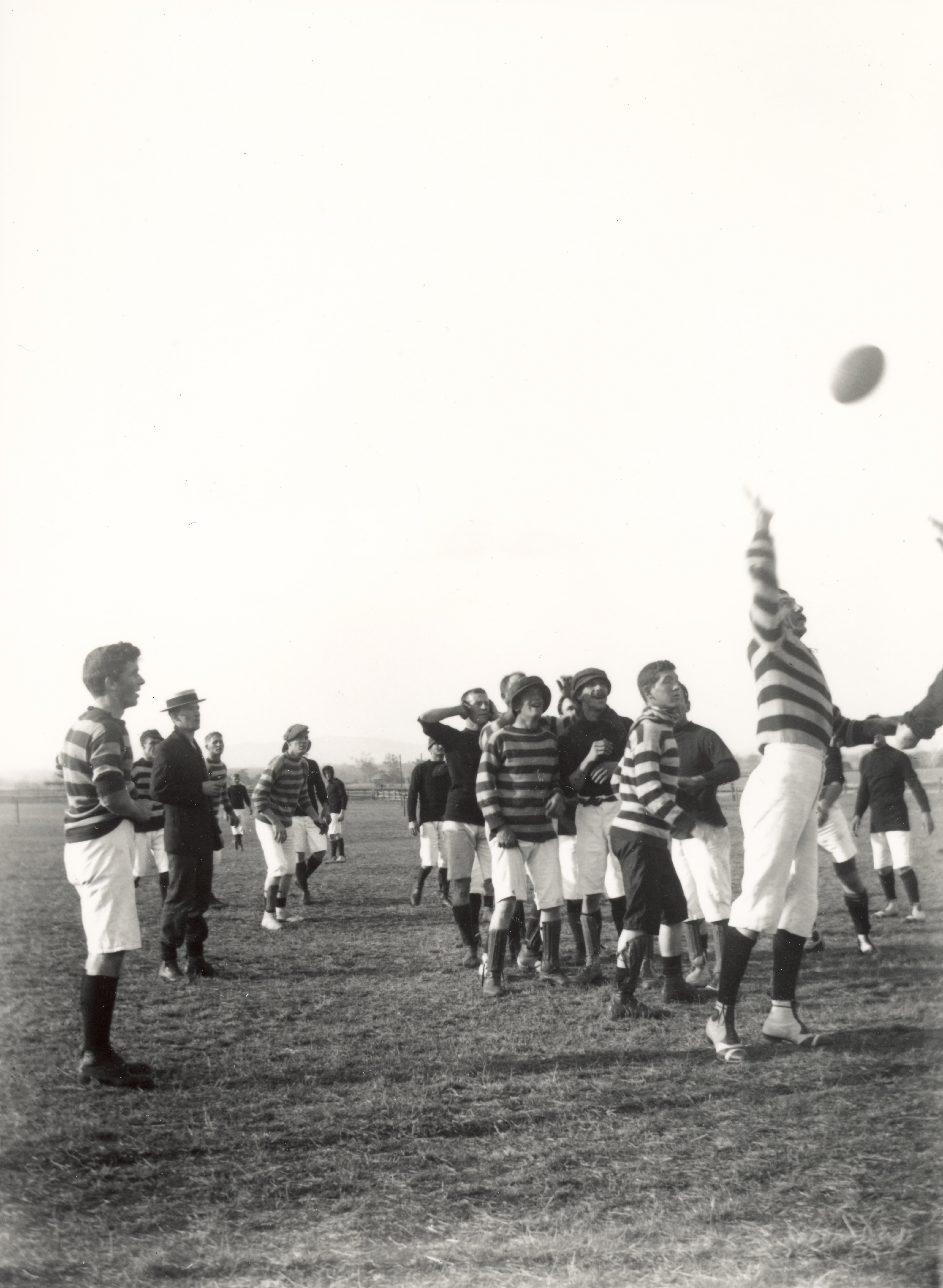
Rugby in Queensland, 1900s

Die Rugbygeschichte Australiens begann im frühen 19. Jahrhundert. Die Armee bestritt damals einige Spiele gegen die Besatzungen der anliegenden Schiffe. Der erste Verein, der Sydney University Club, wurde 1864 gegründet. Zehn Jahre später gab es genügend Clubs, um eine kleine Liga in Sydney austragen zu lassen. Zur selben Zeit entstand die Southern Rugby Union, der erste Rugbyverband Australiens, der vom englischen Pendant Rugby Football Union organisiert wurde. 1881 überließ man die Administration des Spielgeschehens den Australiern, 1892 schlossen sich die Southern Rugby Union und die Northern Rugby Union zusammen.
Der so neu entstandene Verband richtete 1899 die ersten Spiele einer australischen Auswahlmannschaft gegen ein britisches Team aus. Die erste Partie der vier Spiele umfassenden Serie gewann Australien im Sydney Cricket Ground mit 13:3, die weiteren Spiele gingen an die Briten. Zum damaligen Zeitpunkt spielte das Team noch nicht in den Nationalfarben, sondern lief in blauen (in New South Wales) respektive braunen (in Queensland) Trikots auf. 1903 traf man vor 30.000 Zuschauern erstmals auf Neuseeland. Das Duell gegen die neuseeländischen „All Blacks“ entwickelte sich zu einem der wichtigsten und spannendsten im Rugby Union. Vier Jahre nach dem ersten Aufeinandertreffen kamen bereits 50.000 Menschen nach Sydney, um die beiden Mannschaften gegeneinander spielen zu sehen.
1908 gingen die „Wallabies“ erstmals auf Tour und bereisten das Vereinigte Königreich, Irland und Nordamerika. Aufgrund der Popularität des neuseeländischen Hakas, sah sich der Verband gezwungen, ein ähnliches Ritual für das australische Team auszuwählen. Die Spieler sollten vor dem Beginn des Spiels einen Kriegstanz der Aborigines vorführen, jedoch wirkte dieser nicht so eindrucksvoll wie der Auftritt der All Blacks, so dass dieser Brauch bald beiseitegelegt wurde. Die Tour endete mit den Olympischen Spielen in London, an denen die Australier teilnehmen durften. Sie gewannen die Goldmedaille durch einen Sieg über eine Auswahl Cornwalls, die für Großbritannien antrat. Elf Spieler der Goldmedaillengewinner wechselten im Anschluss in die neu geformte Rugby League, wo die Akteure im Gegensatz zu Rugby Union bezahlt wurden.
Mit dem Beginn des Ersten Weltkrieges endete der Ligabetrieb, da etliche junge Männer eingezogen wurden. Die Pause im Spielbetrieb dauerte bis 1928 an. Während dieser Periode waren die Waratahs das einzige noch existierende Team. Sie bereisten Großbritannien, Frankreich und Nordamerika und zeigten dort einen neuen, noch unbekannten Stil, der vor allem durch attraktives Offensivspiel geprägt war. 1931 spendete der Generalgouverneur Neuseelands, Lord Bledisloe, den nach ihm benannten Bledisloe Cup, um den seither Australien und Neuseeland spielen. Bis 1947 traten die Waratahs weiterhin als Vertreter Australiens an, bis sich der Verband die Gründung einer zentralen Nationalmannschaft zum Ziel setzte. Ein Jahr später nahm der Weltverband, das International Rugby Board (heute World Rugby), Australien in seine Reihen auf. 1949 gründeten die Bundesstaaten den Verband Australian Rugby Union (ARU). Das Australian Capital Territory und das Northern Territory stießen erst in den 1970er Jahren dazu.
1987 wurde die erste Weltmeisterschaft ausgetragen. Die Idee zur Einführung eines solchen Turniers stammte aus Australien und Neuseeland, die diese WM auch zusammen organisierten. 2003 richtete Australien erneut eine Weltmeisterschaft aus. Die Weltmeisterschaft 2027 soll wieder in Australien stattfinden.

## Wettbewerbe

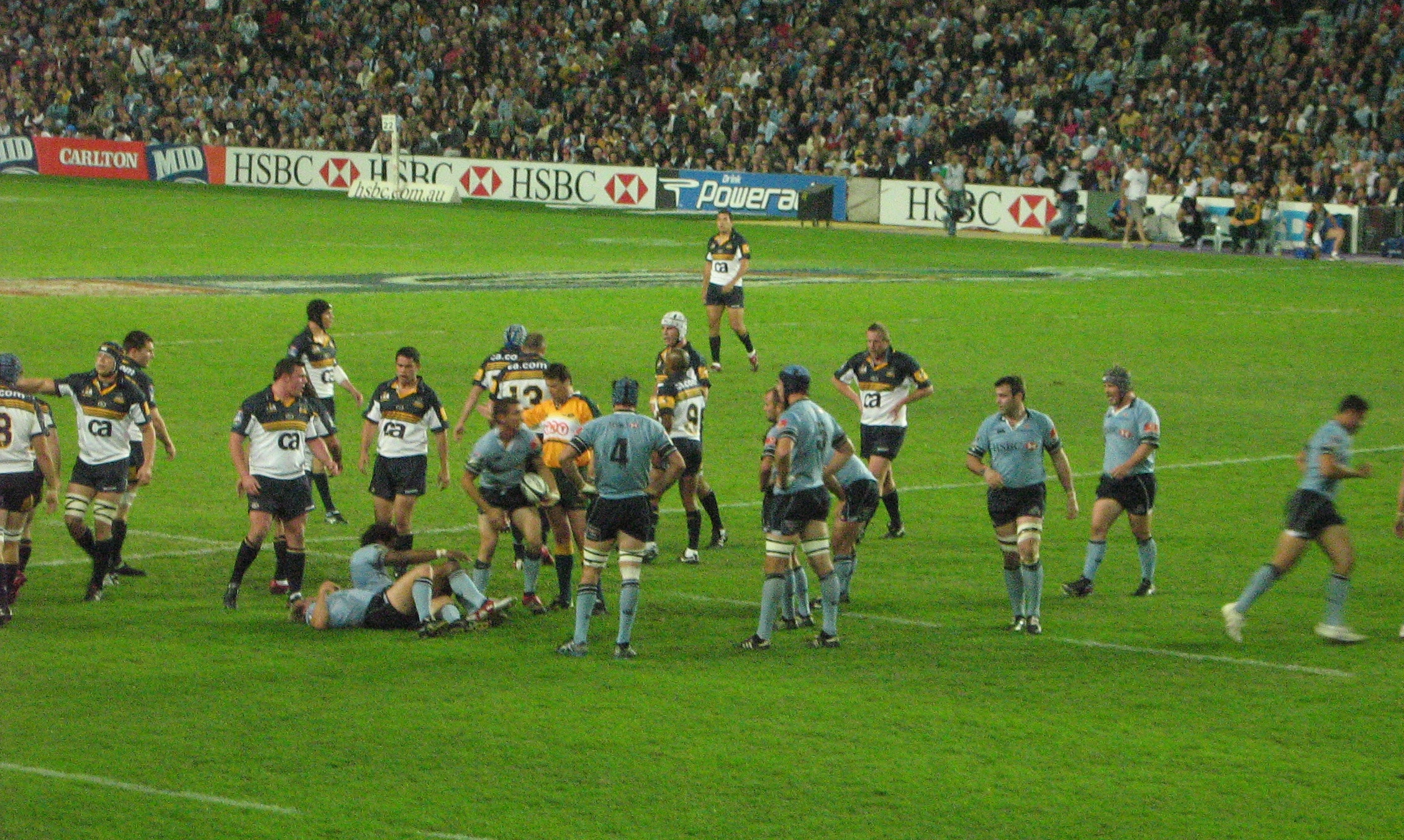
Brumbies – Western Force, 2006

Der wichtigste Wettbewerb für australische Vereinsmannschaften ist das internationale Super Rugby, in dem sie auf Teams aus Neuseeland und Südafrika treffen. Australien stellt derzeit fünf Teams, den Brumbies gelang 2001 und 2004 der Gewinn des Titels und zweimal der zweite Platz. Die Waratahs erreichten 2005 und 2008 das Finale, unterlagen dort aber dem Rekordmeister Crusaders aus Neuseeland. Zu Beginn traten die Mannschaften in der sogenannten Super 10 an, zu der auch Teams aus Samoa und Tonga gehörten. In dieser Liga konnten die Queensland Reds zweimal den Meistertitel holen. Später folgten dann die Super 12 und Super 14, bei denen auch südafrikanische Franchise-Mannschaften mitwirkten.
2007 führte der australische Verband die Australian Rugby Championship (ARC) ein, in der Mannschaften unterhalb der Super 14 gegeneinander antraten. Man orientierte sich dabei am Air New Zealand Cup, an dem die neuseeländischen Provinzen teilnehmen. In Australien hatte dieses Modell jedoch keinen Erfolg und musste aufgrund finanzieller Schwierigkeiten nach nur einem Jahr aufgelöst werden.
Unterhalb der Provinzligen gibt es in den Großstädten und größeren Regionen Ligen für Vereine. Die Wettbewerbe in Sydney und Brisbane sind die ältesten und beliebtesten dieser Art. In New South Wales wird das sogenannte Shute Shield ausgetragen.

## Nationalmannschaft

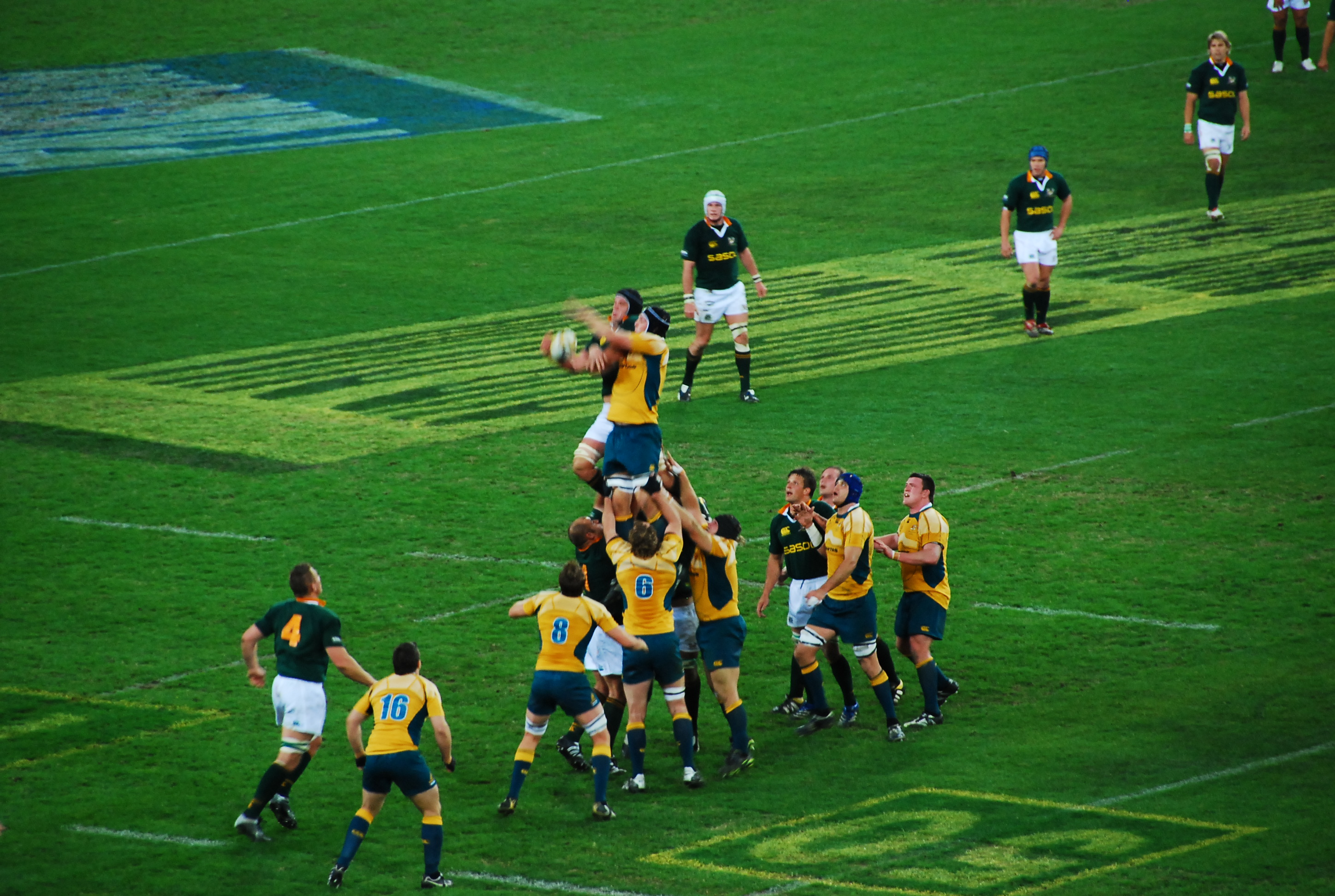
Australien – Südafrika, 2007

Die australische Nationalmannschaft „Wallabies“ hat zweimal, 1991 und 1999, den Titel bei den Weltmeisterschaften gewonnen. Die Trikotfarben sind Grün und Gold, die traditionellen Farben der australischen Nationalmannschaften. Das erste offizielle Länderspiel gewann das Team 1899 gegen die Britischen Inseln mit 13:3. Jährlich spielt es gegen Neuseeland um den Bledisloe Cup. Dieses Duell ist eines der ältesten und umkämpftesten im Rugby. Im Jahr 2000 kamen zum Aufeinandertreffen der beiden Rivalen 109.874 Zuschauer. Dies ist bis heute der Zuschauerrekord weltweit. Neben Neuseeland trifft Australien jedes Jahr im Rahmen der Rugby Championship auch auf Argentinien und Südafrika. Mit England verbindet die „Wallabies“ traditionell eine intensive Rivalität. So konnten die Australier bei der WM 1991 in England die Gastgeber im Finale besiegen. Die Engländer revanchierten sich zwölf Jahre später, als sie 2003 den Titel gewannen. Zudem schied Australien zwei weitere Male gegen den Rivalen bei einem WM-Turnier vorzeitig aus.
Ebenfalls ein Teil von The Rugby Championship ist der Wettstreit mit Südafrika um den Mandela Challenge Plate und mit Argentinien um die Puma Trophy. Außerdem spielt Australien gegen Frankreich um die Trophée des Bicentenaires, gegen England um den Cook Cup, gegen Schottland um den Hopetoun Cup, gegen Irland um den Lansdowne Cup, gegen die British and Irish Lions um den Tom Richards Cup und gegen Wales um die James Bevan Trophy.
Australien hat ebenso eine erfolgreiche Auswahl im Siebener-Rugby, die zweimal das Finale der Weltmeisterschaft erreicht hat, dort jedoch jeweils verlor. Die Reserve der Nationalmannschaft wird Australia A genannt und tritt im Pacific Nations Cup an. Die Frauennationalmannschaft „Wallaroos“ spielt seit 1994 auf internationalem Terrain. Bislang hat sie an drei Frauen-Weltmeisterschaften teilgenommen.

## Beliebtheit

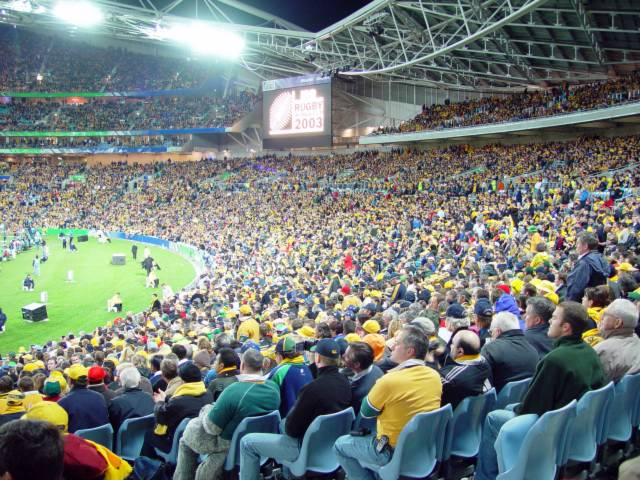
Weltmeisterschaft 2003

Rugby Union ist neben Cricket, Australian Rules Football, Fußball und Rugby League eine der populärsten Mannschaftssportarten in Australien. Mit der Einführung der Weltmeisterschaften 1987 stieg das Interesse der Bevölkerung bis zur Austragung der WM 2003 nahezu stetig an.
In Australien sind laut IRB 477.000 Spieler registriert, die sich auf 752 Vereine verteilen. Dazu kommen 4821 Schiedsrichter.